# Rio Itararé
O rio Itararé é um curso de água que atravessa os estados de São Paulo e Paraná. Nasce na Serra de Paranapiacaba, ao sul de São Paulo. Tem vários afluentes mas os seus maiores são o Jaguaricatu e o Jaguariaíva.

## Topônimo
"Itararé" é um termo tupi que significa "pedra escavada". Designa rios subterrâneos, que correm no interior de pedras calcárias. O rio Itararé divide os estados de São Paulo e Paraná na altura das cidades paulistas de Bom Sucesso de Itararé, Itararé, Riversul, Itaporanga, Barão de Antonina, Fartura, Timburi e Chavantes com as cidades paranaenses de Sengés, São José da Boa Vista, Santana do Itararé, Salto do Itararé, Siqueira Campos, Carlópolis e Ribeirão Claro. É um rio que em certa altura torna-se subterrâneo, apresentando várias grutas; daí seu nome. Às margens do rio Itararé já viveram muitos índios "bugres", designação generalista para indígenas. Em certo ponto é possível atravessar do estado de São Paulo para o Paraná de balsa, esta já existente há décadas no mesmo lugar. O rio apresenta várias quedas d'água no seu curso e uma beleza ímpar, mas por sua geografia acidentada não apresenta muita navegabilidade.

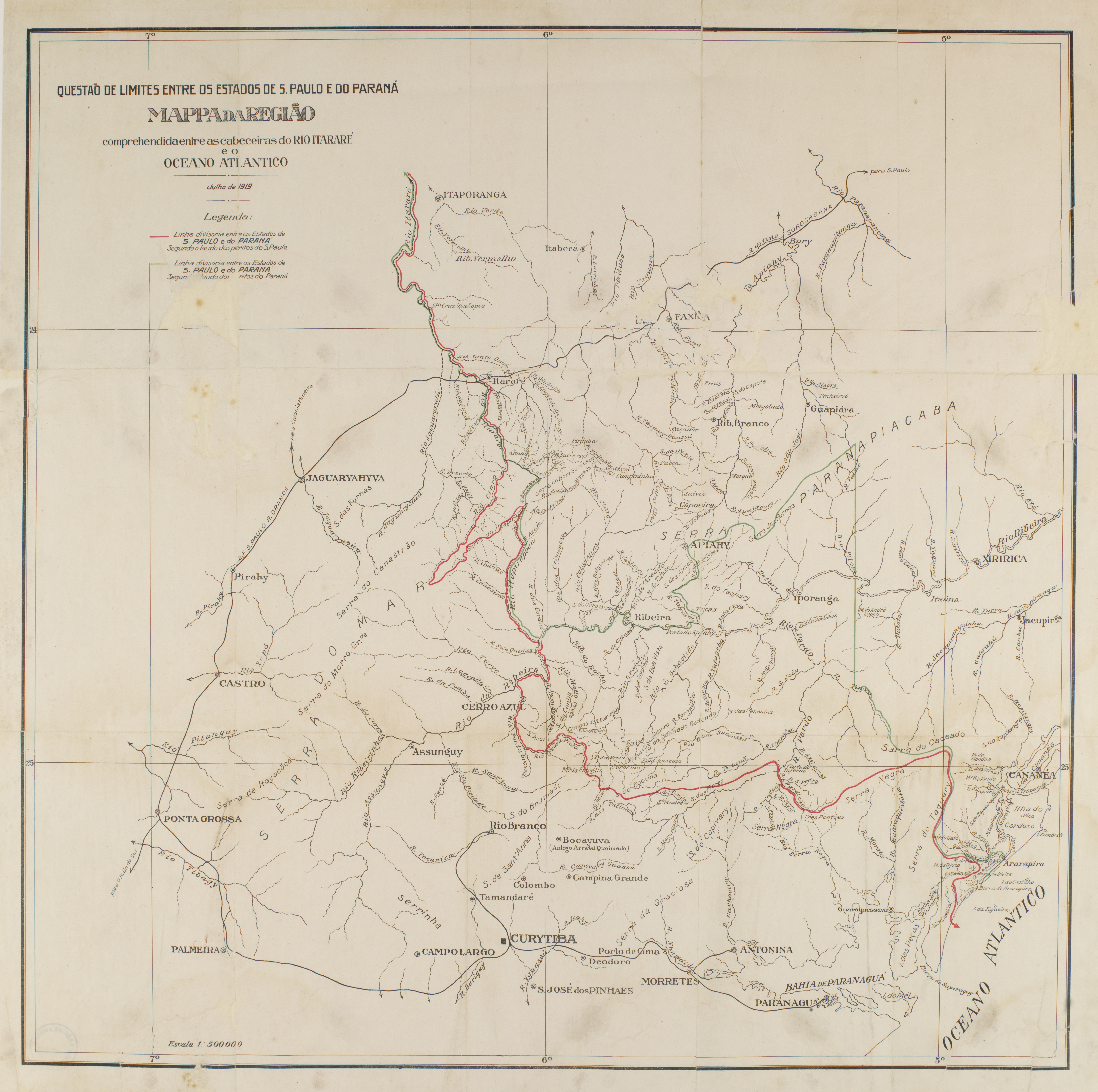
Mapa da Região compreendida entre as Cabeceiras do Rio Itararé e o Oceano Atlântico (1919), acervo Museu Paulista.

## Turismo
Em todo seu percurso podemos ver o vale do Itararé, grandes morros e pedras esculpidas pela água. Seu primeiro ponto turístico que chama atenção é a cachoeira do Corisco em Itararé e Sengés, uma cascata em forma de coração que cai no rio Itararé, uma queda de 106 metros de altura. Depois o percurso se fecha formando um enorme buraco escuro, já perto de da zona urbana de Itararé tem o Parque Ecológico da Barreira,lugar com grutas e cachoeiras. A foz do Rio Itararé acontece na represa de Chavantes onde se tem muito lazer por conta das prainhas de água doce, a principal é a prainha de Alemoa, em Siqueira Campos. Entre Carlópolis e Fartura encontra-se a terceira maior ponte fluvial do Brasil.